# 四渡赤水纪念馆
四渡赤水纪念馆（英語：Crossing the Chishui River Four times Memorial）是一座位于贵州遵义市的纪念馆。

## 历史
2007年7月21日建成开放，馆名由张震将军题写，位于贵州省遵义市习水县土城镇长征街，占地面积7,710平方米，建筑面积3,659平方米。
附近还有中国女红军纪念馆、红军医院纪念馆、红九军团陈列馆、贵州航运博物馆、赤水河盐文化陈列馆、土城古镇博物馆、毛泽东四渡赤水陈列室、朱德与四渡赤水陈列室，形成四渡赤水博物馆群。